# Сморгачёв, Сергей Борисович
Сергей Борисович Сморгачёв (род. 30 марта 1968, Москва) — советский и российский футболист, защитник, полузащитник.

## Карьера
Воспитанник СДЮШОР «Спартак» Москва.
Выступал в советских и российских командах «Спартак» Москва, «Динамо» Москва, «Шинник» Ярославль, «Автомобилист» Ногинск, «Мосэнерго» Москва и «Носороги» (посёлок Володарского).
За «Спартак» Москва провёл один матч 26 февраля 1989 года — в Кубке федерации футбола СССР против московского «Торпедо» (1:2).